# Saint-Pierre (Saint-Pierre-et-Miquelon)
Pour les articles homonymes, voir Saint-Pierre.
Cet article traite de la commune française de la collectivité d'outre-mer de Saint-Pierre-et-Miquelon. Pour l'île, voir Île Saint-Pierre (Saint-Pierre-et-Miquelon).
Saint-Pierre est une commune française, chef-lieu de l'archipel de Saint-Pierre-et-Miquelon dont elle est également la plus peuplée. Ses compétences s'exercent sur l'île du même nom et les îlots avoisinants.

## Géographie

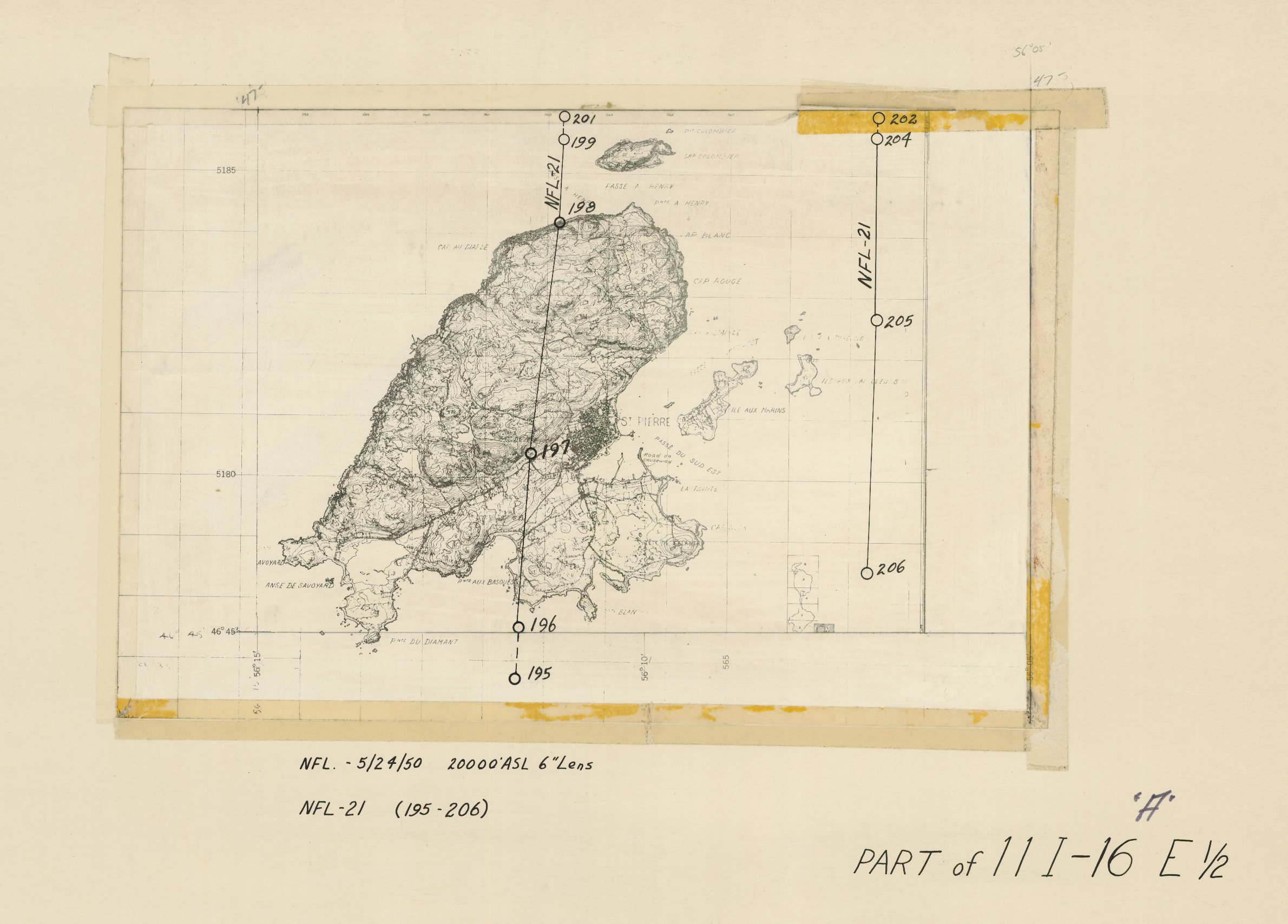
Carte topologique produite par le Canada.

La commune de Saint-Pierre est composée de l'île Saint-Pierre et de quelques îlots et rochers proches : l'île aux Marins, l'île aux Vainqueurs, l'île aux Pigeons, le Grand Colombier, Pointe Blanche, l'îlot Noir, l'île au Massacre et les Canailles.
La ville a été construite autour de la rade de Saint-Pierre.

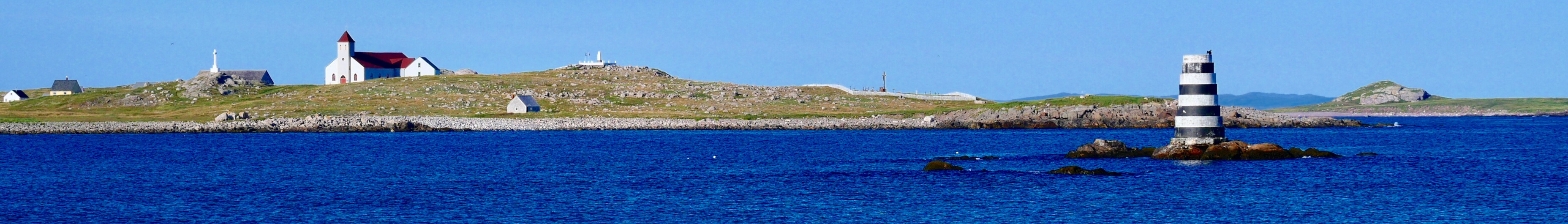
l'Île aux Marins.

Le reste de l'archipel est constitué de l'île de Miquelon formant la commune de Miquelon-Langlade.
Saint-Pierre et Miquelon se situe à environ 4 000 km de la Métropole et à une vingtaine de kilomètres des côtes canadiennes les plus proches, l'archipel de Saint-Pierre et Miquelon (47°N - 56°W)  est un ensemble d'îles (Miquelon, Langlade et Saint-Pierre qui sont les principales).

L'organisation urbaine est typique des colonies françaises du Nouveau Monde : un centre-ville en damier, avec les bâtiments commerciaux autour du front de mer.

### Climat

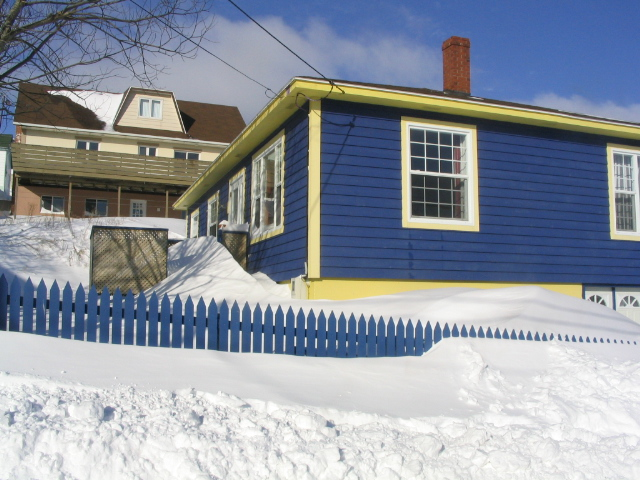
L'hiver à Saint-Pierre

Les influences continentales et ses poussées d'air arctique se conjuguent aux influences maritimes, sous la contribution du Gulf Stream et du courant du Labrador, pour fournir à ces îles un climat océanique froid sous l'influence dominante de la mer.
La température moyenne annuelle (5,7 °C) se distingue par une amplitude annuelle élevée de 19 °C entre le mois le plus chaud (16,2 °C en août) et le mois le plus froid (−3,2 °C en février).
D'après la classification de Köppen le climat de Saint-Pierre est classé comme Dfc, c'est-à-dire un climat subarctique sans saison sèche. La température moyenne du mois le plus froid est inférieure à 0 °C (février avec −3,2 °C) et celle du mois le plus chaud est supérieure à 10 °C (août avec 16,2 °C), tandis que les précipitations y sont stables. L'été est court et frais car la température moyenne du mois le plus chaud est inférieure à 22 °C (août avec 16,2 °C), la température moyenne est supérieure à 10 °C pour moins de 4 mois (juillet, août et septembre avec respectivement 14,1 °C, 16,2 °C et 13,5 °C) et la température du mois le plus froid est supérieure à −38 °C (février avec −3,2 °C).
Les précipitations sont importantes (1 326 mm par an) et bien réparties dans l'année, avec toutefois un maximum en automne. Le nombre de jours de précipitations (pluie ou neige) est élevé : 162 jours de précipitations supérieures à 1 mm, la quantité de neige reste très variable d'une année sur l'autre. Saint-Pierre est souvent balayé par les perturbations qui circulent rapidement d'ouest en est.
La durée d'insolation est peu importante (1 411 heures), ce qui s'explique par la forte nébulosité observée en toutes saisons, ainsi que par les brouillards particulièrement fréquents en juin et juillet.
Les vents sont souvent forts. Il y a 156 jours de vent violent par an, principalement d'octobre à avril.
En hiver, la mer ne gèle que très exceptionnellement autour des îles. Il arrive néanmoins à partir de janvier et jusqu’au début d’avril que des icebergs en dérive, provenant des régions arctiques, s'approchent autour des îles, qu’ils libèrent en général au bout de quelques jours, entraînées par les vents et les courants.
Certaines tempêtes de neige prennent quelquefois un caractère violent. Amenés par des vents froids et secs du nord-est, ce sont de véritables blizzards ; on en compte en moyenne deux ou trois par hiver.
Au printemps, les températures remontent très lentement et l’air demeure glacial jusqu’à la fin de mai, d’où le caractère tardif de la végétation.
| Mois                                             | jan.        | fév.          | mars          | avril        | mai          | juin         | jui.         | août         | sep.         | oct.         | nov.         | déc.          | année      |
| ------------------------------------------------ | ----------- | ------------- | ------------- | ------------ | ------------ | ------------ | ------------ | ------------ | ------------ | ------------ | ------------ | ------------- | ---------- |
| Température minimale moyenne (°C)                | −4,9        | −5,5          | −3,5          | −0,5         | 2,8          | 6,8          | 11,6         | 14,2         | 11,3         | 6,9          | 2,5          | −1,5          | 3,4        |
| Température moyenne (°C)                         | −2,4        | −2,9          | −1,1          | 2,1          | 5,9          | 9,9          | 14,4         | 16,8         | 14           | 9,3          | 4,8          | 0,8           | 6          |
| Température maximale moyenne (°C)                | 0,2         | −0,4          | 1,4           | 4,8          | 8,9          | 12,9         | 17,1         | 19,4         | 16,6         | 11,7         | 7,2          | 3,1           | 8,6        |
| Record de froid (°C) date du record              | −17 18.1982 | −18,7 04.1975 | −18,1 10.1986 | −9,8 06.1995 | −4,5 11.1993 | 0,7 02.2015  | 4,9 05.1992  | 6,9 25.1991  | 1,7 26.1979  | −1,7 23.1974 | −9,2 25.1993 | −14,6 27.1984 | −18,7 1975 |
| Record de chaleur (°C) date du record            | 9,8 18.1976 | 9,4 05.2016   | 10,9 24.2021  | 13,6 30.2020 | 22 07.1999   | 25,2 21.2024 | 28,3 06.2013 | 26,2 01.2018 | 26,8 09.2001 | 20,1 03.2011 | 15,1 01.2019 | 12,8 07.2008  | 28,3 2013  |
| Ensoleillement (h)                               | 42,3        | 60,7          | 113           | 142,4        | 174,9        | 164,1        | 150,7        | 168,7        | 159,5        | 117,1        | 61,7         | 38            | 1 392,9    |
| Précipitations (mm)                              | 104,5       | 98,5          | 96,7          | 88           | 101,3        | 98,8         | 97,6         | 101          | 129,8        | 134,4        | 132,5        | 117,2         | 1 295,3    |
| dont nombre de jours avec précipitations ≥ 1 mm  | 15,7        | 14            | 11,5          | 10,4         | 10,5         | 9,9          | 10,1         | 10,1         | 9,9          | 12,8         | 14,4         | 15,3          | 144,6      |
| dont nombre de jours avec précipitations ≥ 5 mm  | 6,9         | 6,7           | 5,7           | 6,1          | 5,8          | 5,5          | 5,6          | 5,3          | 5,7          | 6,8          | 7,4          | 7,5           | 75,1       |
| dont nombre de jours avec précipitations ≥ 10 mm | 3,4         | 3,4           | 3             | 3            | 3,5          | 3,4          | 3,5          | 3,3          | 3,6          | 4,1          | 4,3          | 4             | 42,4       |
| Nombre de jours avec neige                       | 21,8        | 18,8          | 15,4          | 7,8          | 1,1          | 0            | 0            | 0            | 0            | 0,5          | 6,8          | 16,2          | 88,6       |
| Nombre de jours avec grêle                       | 0           | 0             | 0             | 0            | 0            | 0            | 0            | 0,1          | 0            | 0            | 0            | 0             | 0,2        |
| Nombre de jours d'orage                          | 0           | 0             | 0,1           | 0,2          | 0,4          | 0,9          | 1,4          | 1,9          | 0,5          | 0,5          | 0,4          | 0,1           | 6,4        |
| Nombre de jours avec brouillard                  | 3,3         | 4,2           | 4,4           | 8,2          | 11,7         | 13,8         | 19,2         | 11,4         | 7,3          | 4,4          | 5,2          | 4,2           | 97,4       |

| Ville             | Ensoleillement · (h/an) | Pluie · (mm/an) | Orage · (j/an) | Brouillard · (j/an) |
| ----------------- | ----------------------- | --------------- | -------------- | ------------------- |
| Médiane nationale | 1 852                   | 835             | 25             | 50                  |
| Saint-Pierre      | 1393                    | 1295            | 6              | 97                  |
| Paris             | 1 717                   | 634             | 20             | 26                  |
| Nice              | 2 760                   | 791             | 28             | 2                   |
| Strasbourg        | 1 747                   | 636             | 28             | 69                  |
| Brest             | 1 555                   | 1 230           | 12             | 78                  |
| Bordeaux          | 2 070                   | 987             | 32             | 78                  |

## Toponymie
Jacques Cartier le nomme Isle Sainct Pierre lors de son passage en juin 1536 ; Saint Pierre est le saint patron des pêcheurs (avec saint André, saint Antoine de Padoue, saint Nicolas de Myre, et saint Zénon de Vérone).

## Histoire
La commune de Saint-Pierre est créée, avec celle de Miquelon (aujourd'hui Miquelon-Langlade), par le décret du 13 mai 1872.
En 1892, l'Île-aux-Chiens — aujourd'hui l'Île-aux-Marins — en est détachée et est érigée en commune.
Le décret-loi du 3 janvier 1936 supprime les trois communes.
La commune de Saint-Pierre est rétablie, comme celle de Miquelon-Langlade, par le décret no 45-2811 du 13 novembre 1945. Seule  la commune de l'Île-aux-Marins n'est pas rétablie.

## Politique et administration

### Jumelages
Saint-Pierre est jumelée avec Port-en-Bessin-Huppain, une commune du Calvados en Normandie.

## Population et société

### Démographie
L'évolution du nombre d'habitants est connue à travers les recensements de la population effectués dans la commune depuis 1968. À partir de 2006, les populations légales des communes sont publiées annuellement par l'Insee. Le recensement repose désormais sur une collecte d'information annuelle, concernant successivement tous les territoires communaux au cours d'une période de cinq ans. Pour les communes de moins de 10 000 habitants, une enquête de recensement portant sur toute la population est réalisée tous les cinq ans, les populations légales des années intermédiaires étant quant à elles estimées par interpolation ou extrapolation. Pour la commune, le premier recensement exhaustif entrant dans le cadre du nouveau dispositif a été réalisé en 2006.
La loi relative à la démocratie de proximité du 27 février 2002 a, dans ses articles consacrés au recensement de la population, instauré des recensements de la population tous les cinq ans en Nouvelle-Calédonie, en Polynésie française, à Mayotte et dans les îles Wallis-et-Futuna, ce qui n’était pas le cas auparavant

En 2022, la commune comptait 5 223 habitants, en évolution de −3,58 % par rapport à 2016 (Saint-Pierre-et-Miquelon : −3,15 %, France hors Mayotte : +2,11 %).
| 1968  | 1975  | 1982  | 1990  | 1999  | 2006  | 2011  | 2016  | 2021  |
| ----- | ----- | ----- | ----- | ----- | ----- | ----- | ----- | ----- |
| 4 565 | 5 232 | 5 415 | 5 580 | 5 618 | 5 509 | 5 456 | 5 417 | 5 282 |

| 2022  | - | - | - | - | - | - | - | - |
| ----- | - | - | - | - | - | - | - | - |
| 5 223 | - | - | - | - | - | - | - | - |

### Sports
La patinoire de Saint-Pierre permet de pratiquer le patinage artistique, le curling ou le hockey sur glace.
Le stade Léonce-Claireaux (en) accueille les matches à domicile de l'AS Saint-Pierraise.
Le fronton place libre permet la pratique de la pelote basque.

### Santé
La ville dispose d'un hôpital, le Centre hospitalier François-Dunan, ancien hôpital militaire devenu hôpital civil en 1905. Celui-ci compte 59 lits et un service d'urgence. Il emploie environ 380 personnes dont une vingtaine de personnels médicaux.
Son nom rend hommage au docteur François Dunan (1884-1961), médecin militaire originaire de Nice, arrivé dans l'archipel en 1928, il se maria avec la fille d'un commerçant de l'île et passa 33 années de sa vie auprès des îliens, notamment en tant que directeur du centre médicosocial et médecin-inspecteur des écoles. Ses fonctions l'amènent à faire partie de nombreuses commissions administratives de l'archipel. Il meurt à Saint Pierre en 1961.

### Enseignement
L'archipel est rattaché à l'académie de Normandie. La commune dispose de plusieurs établissements d'enseignement primaire (public et privé), ainsi que d'un établissement public d'enseignement secondaire le lycée-collège d'État Émile-Letournel.
Il y a un collège privé : le collège Saint-Christophe.

## Économie

### Transports
Saint-Pierre dispose d'un aéroport inauguré en 1999, et situé au sud de la ville chef-lieu.

## Culture locale et patrimoine

### Lieux et monuments
- Chapelle Notre-Dame-des-Marins de Saint-Pierre-et-Miquelon. L'édifice a été classé au titre des monuments historiques en 2011[16].

#### La cathédrale

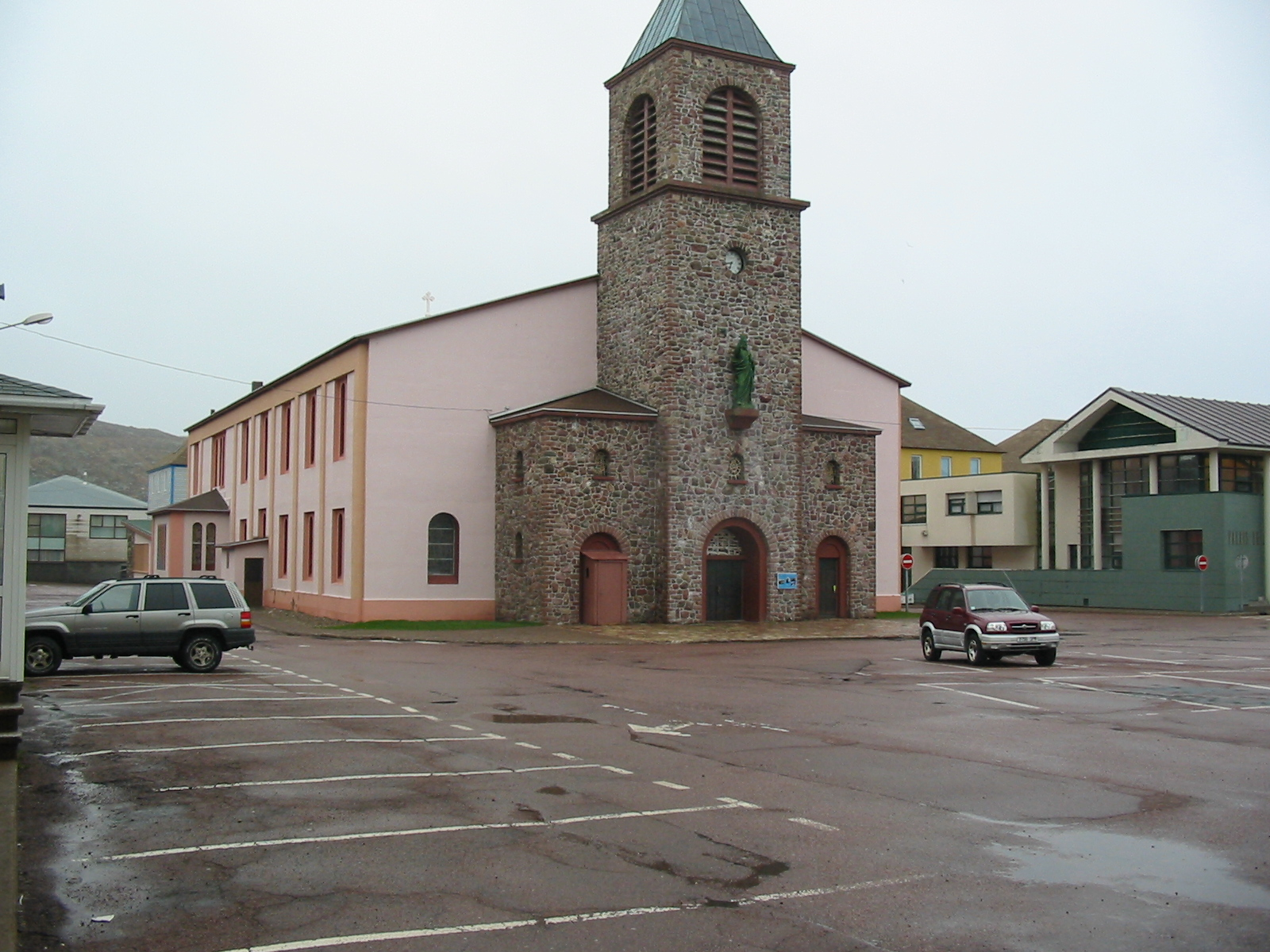
La cathédrale Saint-Pierre.

La première cathédrale Saint-Pierre fut détruite en 1902 lors d'un incendie. Elle fut reconstruite de 1905 à 1907 du même style que les églises basques. Le clocher a été reconstruit en 1975 avec du grès d'Alsace et de la rhyolite provenant de l'île. Quelques vitraux furent offerts par le général de Gaulle. L'édifice a été classé au titre des monuments historiques en 2020.

#### Pointe aux canons
La pointe aux Canons est l'emplacement d'un ancien fort qui défendit l'île de 1690 à 1713.

#### Le calvaire
Le calvaire se trouve en plein cœur de la ville sur une petite colline et domine Saint-Pierre.

#### Autre monuments
- Chapelle Notre-Dame-des-Marins
- Monument aux marins disparus

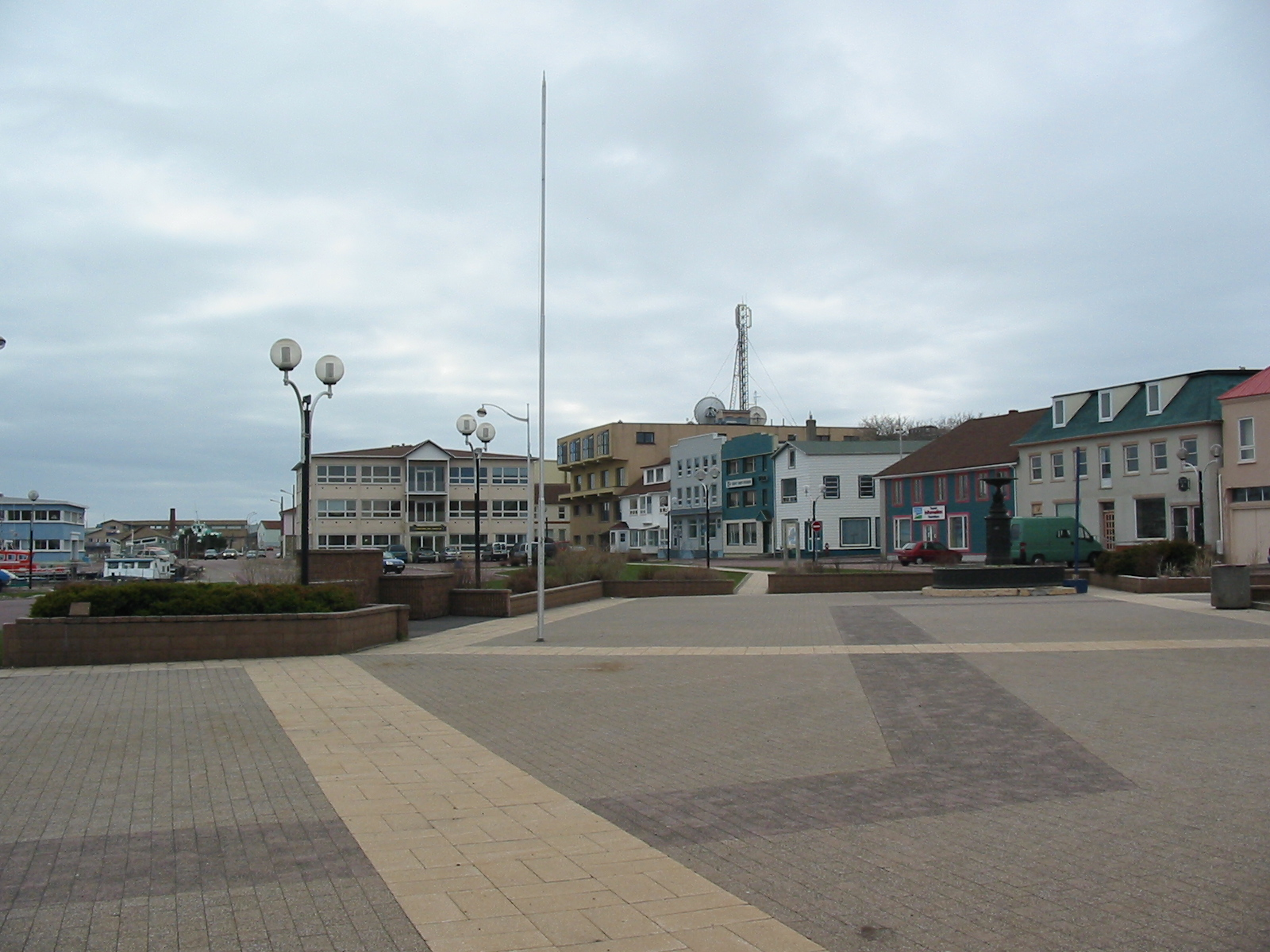
Place du Général-de-Gaulle.

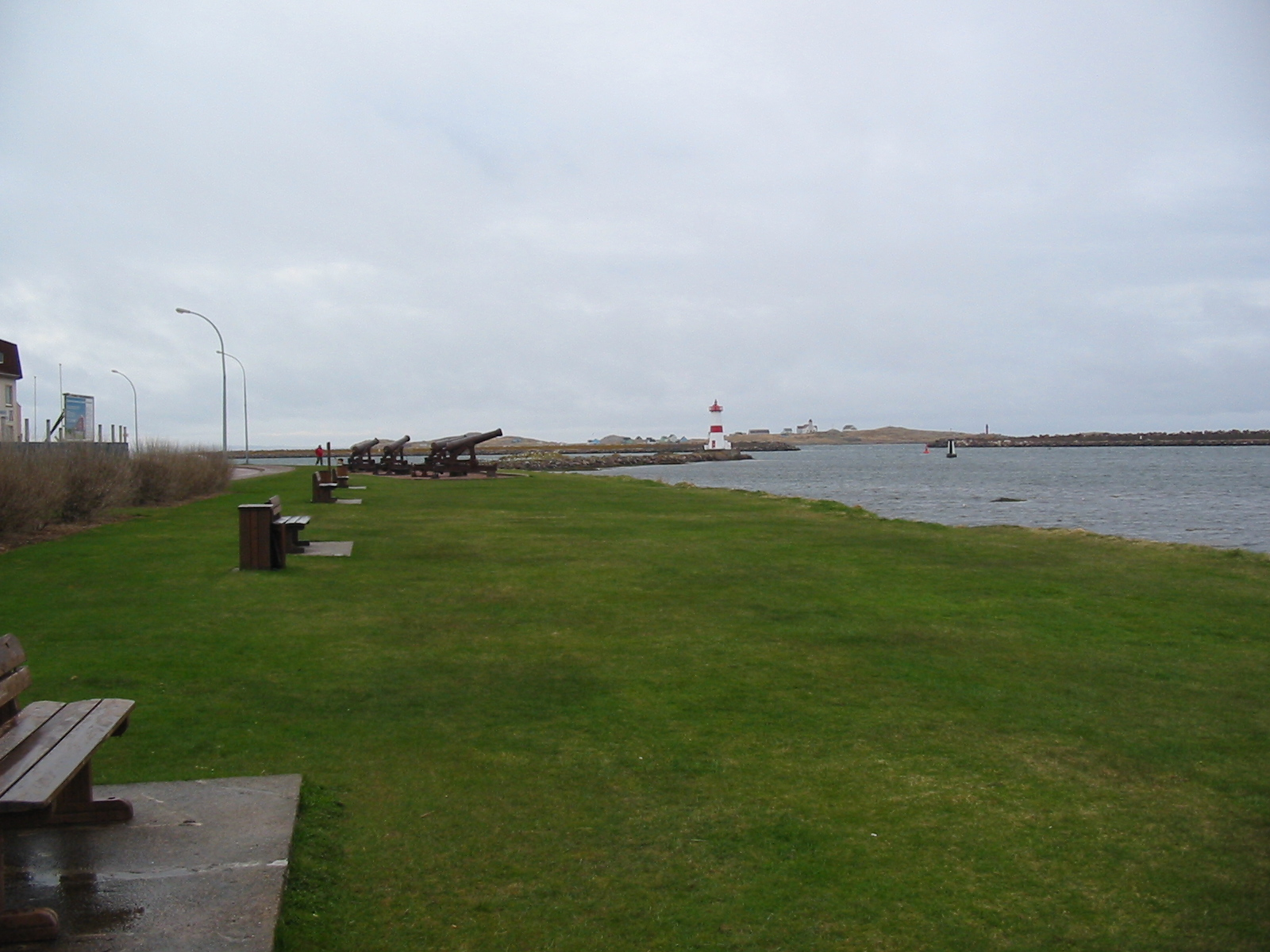
Phare de la pointe aux Canons.

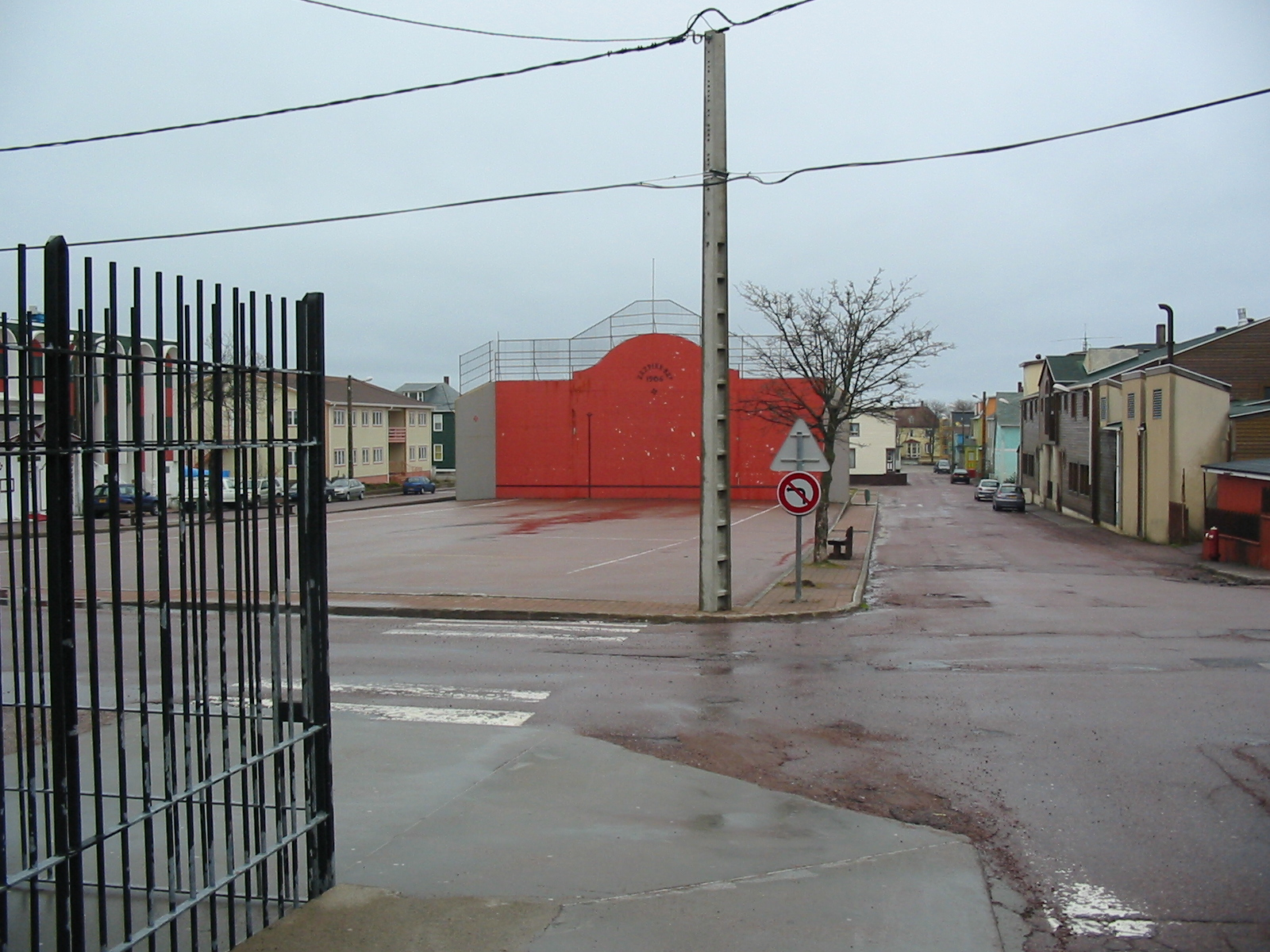
Fronton de pelote basque Zazpiak Bat.

- Fronton de pelote basque "Zazpiak Bat"
- Phare de la pointe aux Canons
- Phare de la Galantry
- Phare de l'île aux Marins
- Monument aux morts
- Fort Lorraine
- Statues de la Vierge.
- L'Arche, musée et archives
- Musée Archipélitude
- Musée Héritage.
- Site archéologique de l'Anse-à-Henry

### Personnalités liées à la commune
- Mathurin Le Hors, ingénieur et botaniste, né à Meslan en 1886, mort à Saint-Pierre en 1952
- Francis Daguerre, né le 31 octobre 1908 à Saint-Pierre et décédé le 27 novembre 1985. Joueur de rugby à XV. Deux fois champion de France de rugby avec Biarritz en 1935 et 1939 et 2 fois finaliste en 1934 en 1938 avec ce même club. Il a été une fois international de rugby en 1936. Il jouait pilier ou talonneur (1,70 m (5′ 7″), 85 kg).
- Jean Daguerre, né le 12 septembre 1907 à Saint-Pierre. Frère aîné de Francis. Joueur de rugby à XV et à XIII. Il occupa le poste de demi d'ouverture en sélection nationale (contre l'Allemagne en 1933) et au CASG Paris durant la même période, après avoir longtemps joué à Biarritz (1,67 m (5′ 6″), 82 kg).
- Simon Légasse (1926-2009), ofm cap, théologien et bibliste, né à Saint-Pierre
- François Maurer, arrivé en 1948 et évêque de 1970 à 1999
- Claire Guichard députée française depuis le 23 juillet 2022

### Héraldique
| Blason | Blasonnement : Commentaires : Le blason de Saint-Pierre-et-Miquelon est composé d'un champ d'azur dans lequel apparaît un navire d'or voguant sur la mer représentée par des vagues d'argent. Le navire est surmonté d'une bande divisée en trois parties : la partie gauche représente le drapeau basque, la partie centrale la bannière armoriée d'hermine plain de Bretagne et la partie droite la bannière armoriée des deux lions de Normandie. Le tout est surmonté d'une Couronne Navale. Dans la partie inférieure, sur une ceinture d'argent, on peut lire la devise officielle de Saint-Pierre-et-Miquelon : « A mare labor » ("La mer du Travail"). Le navire fait référence à la Grande Hermine avec laquelle Jacques Cartier est arrivé à Saint-Pierre le 15 juin 1535. Les drapeaux du Pays basque, de la Bretagne et de la Normandie font référence aux origines de la majeure partie de la population des îles[réf. nécessaire]. |

## Pour approfondir